# Ferdinand Dohet
Ferdinand Marie Louis Joseph Dohet (Namen, 12 mei 1850 - 2 februari 1924) was een Belgisch volksvertegenwoordiger.

## Levensloop
Dohet zoon van volksvertegenwoordiger Jean Martin Dohet, promoveerde tot doctor in de rechten (1871) aan de Universiteit Luik.
Hij werd provincieraadslid (1883-1884) en werd verkozen tot katholiek volksvertegenwoordiger voor het arrondissement Namen, van 1884 tot 1894 en van 1900 tot 1906.